# Paraplegia

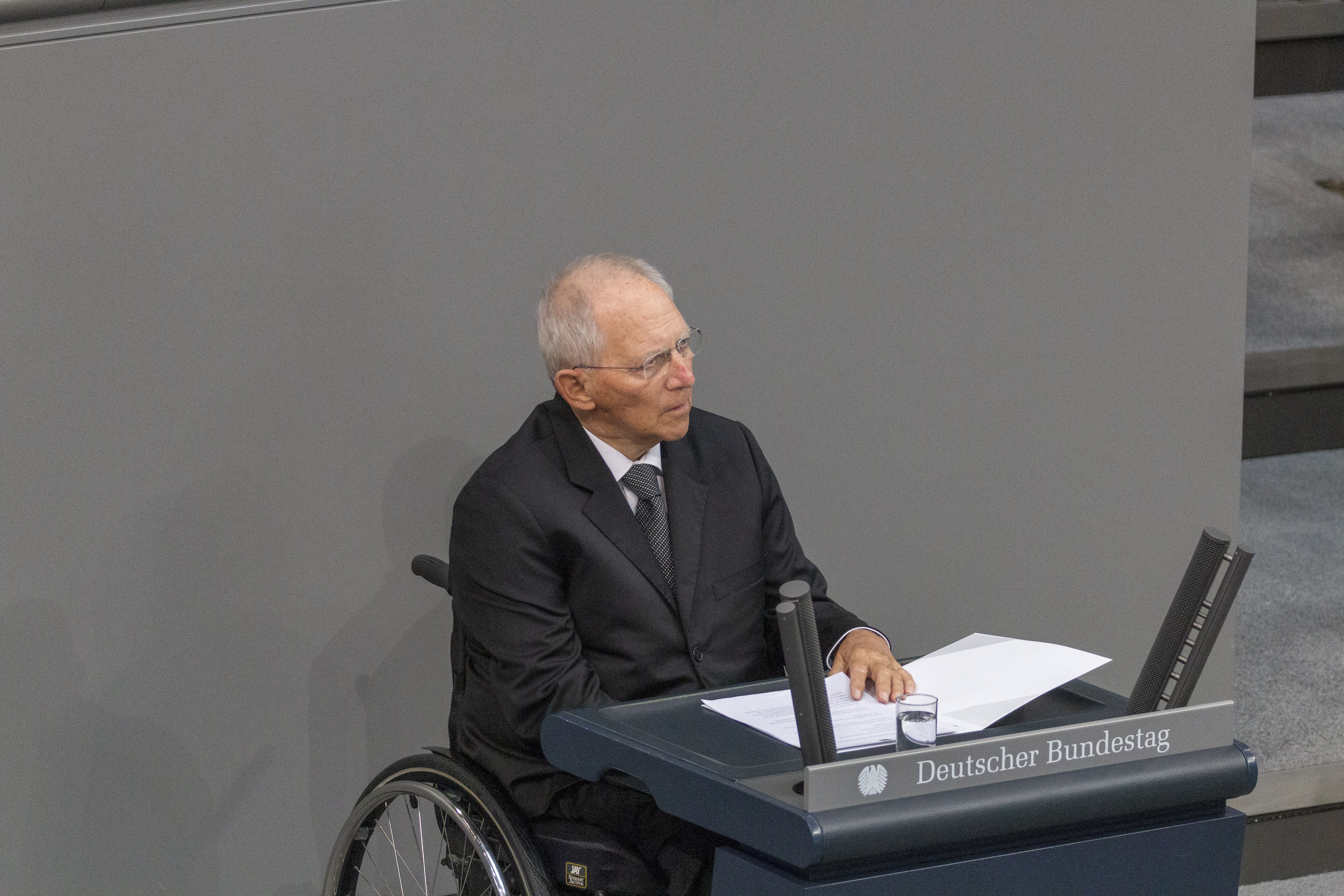
Wolfgang Schäuble na wózku inwalidzkim.

Paraplegia – upośledzenie funkcji motorycznych i/lub czuciowych kończyn dolnych w wyniku urazu rdzenia kręgowego na odcinku piersiowym, lędźwiowym lub też krzyżowym kręgosłupa człowieka.